# Brunswick (Maryland)
Brunswick ist eine City in Frederick County im US-Bundesstaat Maryland. Das U.S. Census Bureau hat bei der Volkszählung 2020 eine Einwohnerzahl von 7762 ermittelt.

## Geographie
Brunswick liegt im Südwesten des Frederick County und nur etwa 50 km flussabwärts von Washington, D.C. Die Stadt hat eine Fläche von 5,5 km², wovon 0,1 km² Wasser ist.

## Geschichte
Gegründet entlang dem heute geschlossenen Chesapeake und Ohio Canal Kanal, wurde die Stadt später ein Mittelpunkt der Baltimore and Ohio Railroad Eisenbahngesellschaft. Diese errichtete in den Jahren 1897 bis 1912 eine sechs Meilen lange Eisenbahnstrecke entlang des Potomac. Durch die Bauarbeiten stieg die Einwohnerzahl Brunswicks schnell auf über 5000, und die Stadt verwandelte sich in eine „Company town“, in der die meisten Gebäude und Geschäfte Eigentum der Eisenbahngesellschaft waren. Der Bahnhof ist heute vor allem eine Pendlerstation für die Stadt Washington, D.C. und dient außerdem als Brunswick-Eisenbahnmuseum, welches die Geschichte Brunswicks und die Bedeutung der Eisenbahn für die Stadt zeigt.

## Demographische Daten
Nach der Volkszählung des United States Census Bureaus von 2000 gab es in der Stadt 4894 Einwohner, 1866 Haushalte und 1306 Familien, die in der Stadt wohnten. Die Bevölkerungsdichte lag bei 895,5 Personen / km². Ethnisch betrachtet setzte sich die Bevölkerung zusammen aus 92,09 % weißer Bevölkerung, 5,31 % Afroamerikaner, 0,25 % amerikanische Ureinwohner, 0,45 % Asiaten, 0,04 % pazifische Insulaner, 0,18 % anderer Herkunft und 1,68 % Mischlinge. 0,96 % sind Latinos unterschiedlicher Abstammung.
Von den 1866 Haushalten hatten 36,3 % Kinder unter 18 Jahren, die im Haushalt lebten. 50,4 % waren verheiratete, zusammenlebende Paare. 14,40 % waren allein erziehende Mütter, 30,0 % waren keine Familien. 23,7 % aller Haushalte waren Single-Haushalte und in 10,6 % lebten Menschen älter als 65 Jahre. Die Durchschnittshaushaltsgröße betrug 2,62 und die durchschnittliche Familiengröße war 3,11 Personen.
27,30 % der Bevölkerung waren unter 18 Jahre alt, 8,40 % zwischen 18 und 24, 33,10 % zwischen 25 und 44, 20,20 % zwischen 45 und 64, und 11,00 % waren 65 Jahre alt oder älter. Das Durchschnittsalter betrug 35 Jahre. Auf 100 weibliche Personen aller Altersgruppen kamen 93,20 männliche Personen. Auf 100 Frauen im Alter von 18 Jahren und darüber kamen 89,5 Männer.
Das jährliche Durchschnittseinkommen eines Haushalts betrug 46.513 USD, das Durchschnittseinkommen einer Familie belief sich auf 53.232 USD. Männer hatten ein durchschnittliches Einkommen von 36.304 USD, Frauen 25.017 USD. Das Prokopfeinkommen betrug 20.685 USD. 3,7 % der Bevölkerung und 2,5 % der Familien leben unterhalb der Armutsgrenze.

## Sehenswürdigkeiten
- Die historische Brunswick Altstadt und die Märkte
- Das Eisenbahn-Museum
- Die Naherholungsgebiete des C&C Kanals und des Potomac
- Mehrere Antiquitätengeschäfte

## Veranstaltungen
Die größte Stadtweite Veranstaltung sind die Eisenbahn-Tage im Oktober. Weiterhin finden jedes Jahr eine Veterans-Day-Parade, eine „Filme im Park“-Aktion, das Little-League-Eröffnungsspiel und mehrere andere städtische und Museumsaktionen statt. Außerdem gibt es regelmäßig freitags und samstags Live-Performances.